# Balada por un amor
Balada por un amor es una telenovela mexicana producida por José Rendón para Televisa en 1989. La trama fue escrita por María Zarattini. 
Fue protagonizada por Daniela Romo, Jorge Rivero y Alfredo Adame, contando con la participación especial del primer actor Enrique Lizalde y la participación antagónica de Isaura Espinoza y Leticia Perdigón.
Originalmente, Alfredo Adame interpretaba un papel secundario, pero Jorge Rivero debido a los conflictos con la producción renunció a la mitad de la telenovela, debido a esto, María Zarattini reescribió la historia no sustituyendo al galán (quien moría en la telenovela), sino pasando a darle el protagonismo al personaje de Adame. [cita requerida]

## Argumento
Brianda Portugal es una joven concertista de chelo que vive en Puerto Vallarta con su padre Fernando, su madrastra Lidia y su hermanastra Simona. Lidia es una mujer intrigante y superficial que no ama a su marido pero sigue casada con él para guardar las apariencias. Su hija Simona sufre por la falta de atención que recibe de sus padres. Y Fernando vive arrepentido de haberse divorciado de Leonora, su primera esposa y madre de Brianda, pues quedó cegado con los atractivos de Lidia sin embargo nunca la amó como amó a Leonora. Brianda está de novia con Gustavo Elenes, su amigo de la infancia y que con el paso de los años ha llegado a enamorarse de ella. Se hacen novios, pero Brianda sólo siente un gran cariño por él.
Un día, cuando Brianda se dirige a México, el piloto de la avioneta en la que viaja sufre un paro cardíaco y muere. La avioneta se estrella en el mar. Brianda logra salir a la superficie y nada hasta una isla desierta cerca de allí. Es entonces cuando conoce a Manuel Santamaría, un hombre que la dobla en edad y que huye de unos maleantes. Brianda se enamora de él y decide romper su compromiso con Gustavo, provocando una gran decepción y tristeza en él. Manuel le corresponde, a pesar de convivir en unión libre con Eloísa Negrete, mujer dulce y hermosa.
Sin embargo, una tragedia golpeará a la pareja. Fernando y Leonora han guardado un secreto durante años, y es que Brianda no es su verdadera hija, sino que fue adoptada por ambos cuando Ángela una sirvienta la raptó de su verdadero hogar y se las entregó a Fernando y Leonora sin ellos saber de dónde provenía. Y es que Ángela resulta ser la sirvienta que trabajaba, hace 24 años atrás, en la casa de Manuel y su esposa de aquel entonces Bruna Allende. Finalmente se descubre la verdad: Brianda es la hija de Manuel y Bruna raptada por Ángela. Manuel y Brianda se separan temerosos de casi haber concretado una relación incestuosa.
Sin embargo, después de mucha incertidumbre se descubre que Manuel no es el verdadero padre de Brianda, por lo que pueden volver a estar juntos. Pero desgraciadamente, Manuel fallece en un accidente de tren. Brianda acepta casarse con Rafael Allende, a pesar de haber descubierto que en realidad sí ama a Gustavo. Pero se ve forzada a seguir con la boda, y después de casados Rafael la lleva a vivir a su gran hacienda en Querétaro, donde deberá soportar a los intrigantes parientes de su marido, sobre todo a Lucía, que la llega a odiar y le hace la vida imposible. Pero para su dicha se reencontrará con Gustavo quien, sabiendo que Brianda llegaría hasta allí, consiguió ser contratado por Rafael para trabajar en su hacienda sin que éste supiera de quién se trataba. Brianda y Gustavo lucharán por ser felices a pesar de las maldades de Lucía y el resto de los Allende.

## Elenco
- Daniela Romo - Brianda Portugal Mercader
- Alfredo Adame - Gustavo Elenes Salamanca
- Jorge Rivero - Manuel Santamaría
- Enrique Lizalde - Fernando Portugal
- Arsenio Campos - Rafael Allende
- Daniela Castro - Simona Portugal
- Claudio Brook - Marcelo Allende
- Leticia Perdigón - Lucía Allende
- Margarita Gralia - Virginia
- Magda Guzmán - Beatriz
- Isaura Espinoza - Lidia Mercader
- Irma Lozano - Leonora Mercader
- Miguel Macía - Benjamín Allende
- Yolanda Mérida - Ángela Pérez
- María Teresa Rivas - Victoria
- Francisco Avendaño - Iván
- Rafael Banquells Jr. - Agustín
- Meche Barba - Adela
- Carmen Cortés - Josefa
- Héctor Cruz Lara - Bruno Sagasta
- José Luis Almada
- Mary Paz Banquells
- Javier Díaz Dueñas
- Josefina Escobedo
- Alicia Fahr - Eloísa Negrete
- Fidel Garriga - Gonzalo
- Carl Hillos - Eloy
- Jorge Pais - Octavio Elenes
- Lorena Patricia - Laura
- Jaime Lozano
- Héctor Suárez Gomís
- Guy de Saint Cyr
- Carl Hillos - Eloy
- María Prado - Fulgencia
- Gonzalo Sánchez - Sabas
- Darío T. Pie - Pablo Negrete
- José Gálvez - Tony Vargas
- Nelly Horsman - Pachita
- Guillermo Quintanilla
- Norma Iturbe
- Carmen Arellano
- Martín Brek
- Lucy Cantú
- Dinorah Cavazos
- Roberto Moreno
- María Dolores Oliva
- Francisco Tostado
- Ana Laura Espinosa - Felicia
- Polo Salazar - Camilo
- Miguel Serros - Samuel
- Rodolfo de Alejandre - Mariano

## Equipo de producción
- Historia original de: María Zarattini
- Libreto original y diseño de la serie: María Zarattini
- Tema musical: Balada por un amor
- Letra e intérprete: Daniela Romo
- Tema musical: Quiero amanecer con alguien
- Letra e intérprete: Daniela Romo
- Música original de: Paul McCartney, Karl Cameron Porter
- Canciones originales de: Daniela Romo, Bebu Silvetti
- Variaciones y arreglos musicales: Bebu Silvetti
- Asesoría musical: Héctor Robles Girón
- Escenografía: Javier Terrazas
- Ambientación: Rafael Brizuela
- Coordinador de producción: Xuitlaltzin Vázquez
- Gerente de producción: Rosaura Martínez Félix
- Directores auxiliares: Javier Díaz Dueñas, Karina Duprez
- Director de cámaras: Jorge Miguel Valdés
- Productor y director general: José Rendón

## Premios y nominaciones

### Premios TVyNovelas 1991
| Categoría                | Nominada     | Resultado |
| ------------------------ | ------------ | --------- |
| Mejor actriz protagónica | Daniela Romo | Nominada  |

## Enlaces
- Página en Alma-latina.net
- Telenovela en la página de Daniela Romo

- Datos: Q4849771